# 埃塞俄比亚马列主义组织联盟
埃塞俄比亚马列主义组织联盟，简称伊马莱迪赫（ኢማሌድኅ，Imaledih），是埃塞俄比亚历史上的一个共产主义政党联盟。1977年2月26日，该联盟成立，由全埃塞俄比亚社会主义运动、埃塞俄比亚被压迫人民革命斗争、埃塞俄比亚马列主义革命组织、劳动联盟和革命火焰等5个党派组成。该联盟被定位为一个准政党组织，其目标是作为预备成立的无产阶级政党的核心；通过该联盟，其成员组织将逐步合并。该联盟的成立得到德尔格政权的积极支持。但是，该联盟很快分崩离析。1977年8月，全埃塞俄比亚社会主义运动与德尔格决裂并退出该联盟。1978年3月，埃塞俄比亚被压迫人民革命斗争因政治和意识形态分歧而被该联盟开除。不久，全埃塞俄比亚社会主义运动被德尔格政权取缔，较小的成员组织（埃塞俄比亚被压迫人民革命斗争、埃塞俄比亚马列主义革命组织和劳动联盟）也遭到镇压，甚至德尔格政权建立的团体“革命火焰”也被解散。1979年2月，该联盟解散。同年12月17日，德尔格政权另外建立埃塞俄比亚劳动人民党组织委员会。